# Slag bij Nördlingen
De eerste Slag bij Nördlingen was een veldslag tijdens de Dertigjarige Oorlog, die plaatsvond op 5 en 6 september 1634 in het Beierse Nördlingen.

## Aanloop

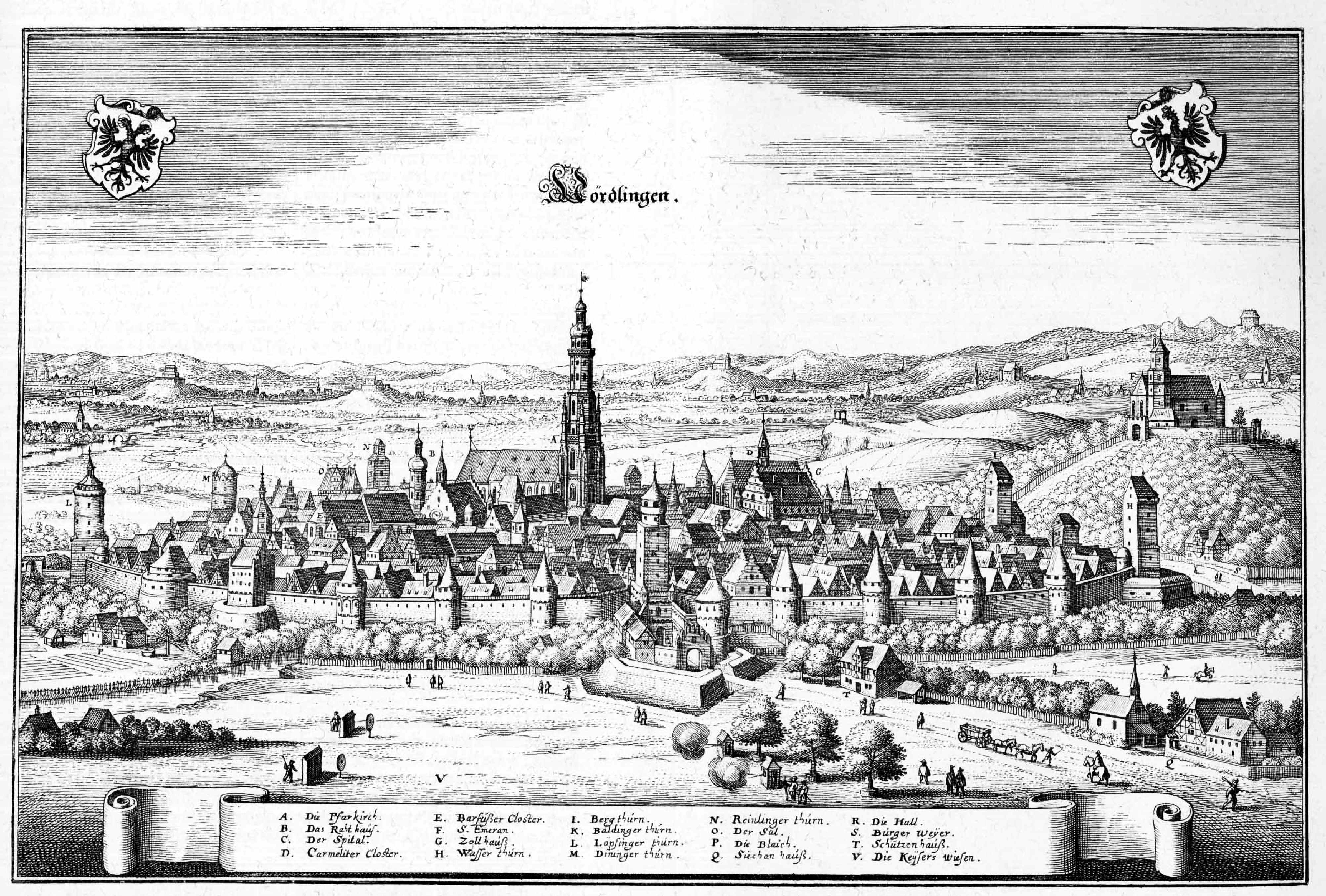
Nördlingen

De Zweden hadden door de dood van koning Gustaaf II van Zweden geen voordeel kunnen halen uit de protestantse overwinning in de Slag bij Lützen.
Kanselier Axel Oxenstierna zocht daarom een manier om Zweden veilig uit de oorlog te trekken zonder de gebieden langs de Noord-Duitse kust te verliezen. Met het Verbond van Heilbronn wist hij de protestantse Duitse bondgenoten van Zweden te verenigen.
De keizerlijke troepen, die ondertussen de steun hadden gekregen van Spaanse troepen uit de Lage Landen, namen het initiatief en bezetten in 1634 de stad Regensburg en dreigden door te stoten naar Saksen. Zij belegerden het stadje Nördlingen, in Zwaben, dat een belangrijke emotionele waarde had voor de Zweden en hun bondgenoten.
Frankrijk was niet rechtstreeks betrokken, maar Franse eenheden opereerden wel aan de zijde van de protestanten.

## De Slag

### 5 september 1634
De protestanten beseften dat zij een bijzondere inspanning moesten doen om de stad opnieuw in te nemen en planden een nachtelijke aanval. Maar de persoonlijke vijandigheid tussen Horn en Weimar kwam ook hier naar boven omdat Weimar wilde aanvallen terwijl Horn op versterkingen wilde wachten.
Omdat het te gevaarlijk was om de Eger in één keer over te steken, trokken de Zweden en hun bondgenoten bij zonsopgang naar het westen, richting Bopfingen. Na de oversteek probeerden ze via Neresheim op te rukken naar Nördlingen om op die manier achter de keizerlijke troepen te komen en hen te dwingen het beleg op te geven. Helaas was de terreinkennis van de Zweden matig tot slecht en hun omtrekkende beweging had hen wel achter de keizerlijke troepen gebracht, maar tussen beide legers lagen nog 2 heuvelruggen; één liep van het noordwesten naar het zuidoosten (Himmelreich, Ländle, Lachberg, uitlopend naar de Allbuch) en de andere noordwaarts richting Nördlingen (Schönfeld, Adlerberg, Staffelberg en Galgenberg) met tussen beide het Herkheimerfeld, een open vlakte. De 12.000 soldaten van het keizerlijke leger, samen met 8.000 Beierse troepen en 15.000 Spanjaarden, lagen ten oosten van Nördlingen.
Weimar had, om sneller vooruit te komen, zijn artillerie achtergelaten op de weg over de Arnsberg en versperde zo de weg van Horn, die erachteraan kwam. Hierdoor kregen de keizerlijke troepen de tijd om zich voor te bereiden. 
Om 3 uur 's middags raakte Weimars troepen slaags met Spaanse dragonders en de Kroatische lichte cavalerie die tussen de 2 heuvelruggen opgesteld waren. Ze konden doorstoten maar werden wederom opgehouden, nu door 500 Spaanse musketiers. Het duurde tot middernacht vooraleer hij zijn vooropgestelde doel, de Heselberg, wist te veroveren. De volgende dag zou de Allbuch aangevallen worden.

### 6 september 1634

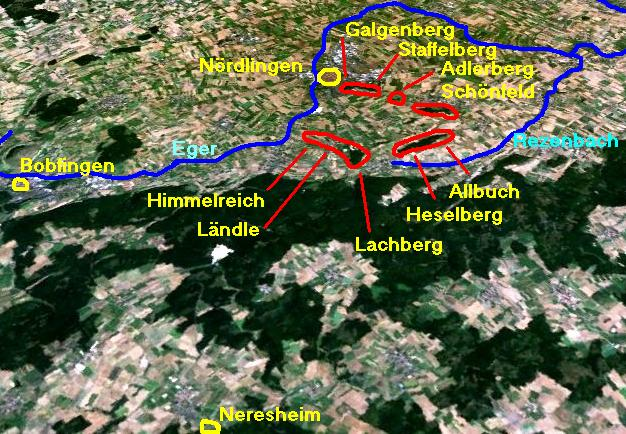
Geografie van het slagveld.

Gedurende de nacht was Horn druk in de weer om zijn troepen op te stellen op de ingenomen heuvels. Hij wilde de Allbuch bij zonsopgang veroveren en dan zijn cavalerie gebruiken om het voordeel uit te buiten. Tussen de heuvels stelde Weimar zich op ter ondersteuning. De keizerlijke bevelhebbers, die wel ongeveer wisten wat hun tegenstanders van plan waren, stelden hun troepen zo op dat ze de Allbuch konden verdedigen en tegelijk vermijden dat Weimar Nördlingen zou trachten te ontzetten.
Bij de eerste aanval van Horn werd aanvankelijk succes geboekt, maar door de explosie van een wapenwagen raakte de gelederen in verwarring en werden uiteindelijk teruggedreven. Nog drie keer zou hij aanvallen vooraleer hij door had dat hij dit niet alleen kon. Weimar, die alleen nog maar artilleriesteun had gegeven, stuurde zijn cavalerie de vlakte op en een deel van zijn infanterie richting de Allbuch om zo de druk op Horn te verlichten. Hiermee deelde hij zijn leger op wat hij zich even later zou beklagen. Zijn infanterie kreeg het hard te verduren en moest gehalveerd terugtrekken. Op de vlakte was hij nu ook aan de verliezende hand. Horn probeerde nu, nog steeds onder Weimars dekking, terug te trekken en over te steken bij Ederheim. De verse Spaanse troepen van graaf Matthias Gallas joegen de Zweden op de vlucht en ondernamen samen met de een gecoördineerde aanval op de laatste Saksische linie. Gustaf Horn werd gevangengenomen en de protestanten verloren tussen de 12.000 en de 14.000 soldaten.

### Overzichtskaarten

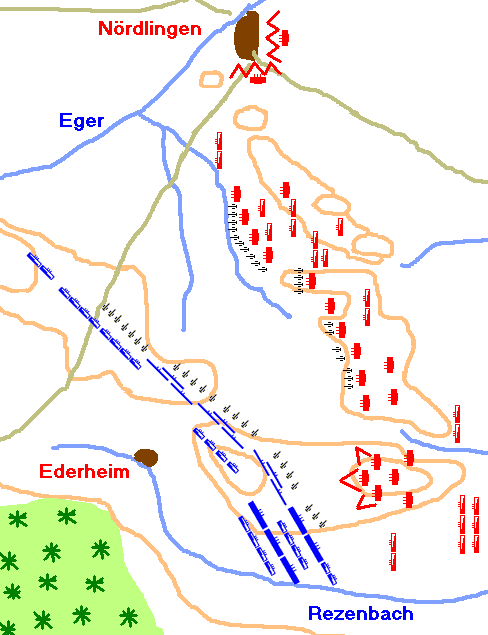
Fase 1: Beginopstelling
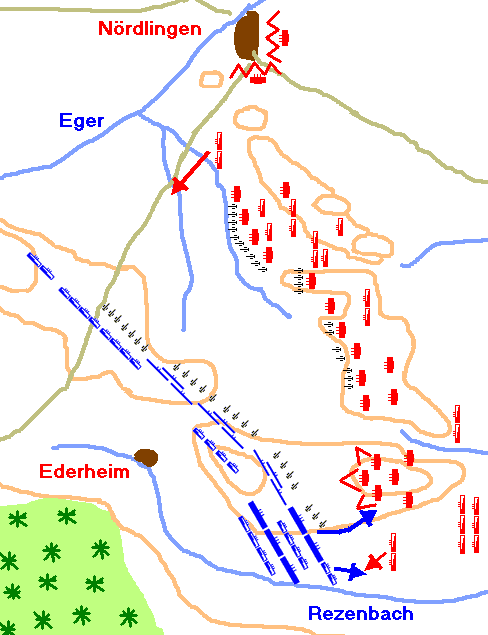
Fase 2: De Zweedse aanvallen 's morgens
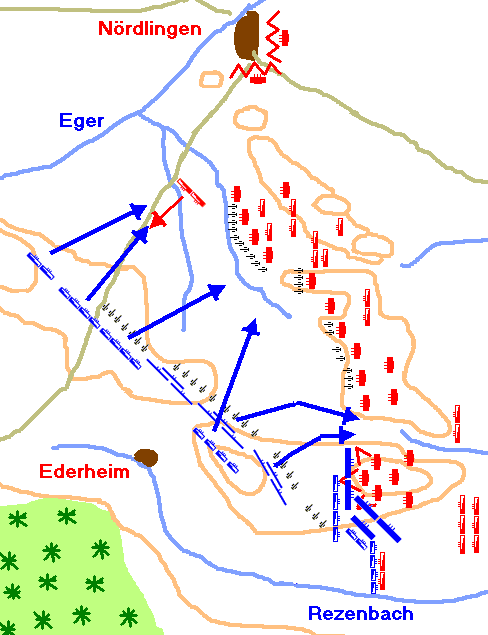
Fase 3: Weimar probeert de druk te verminderen.
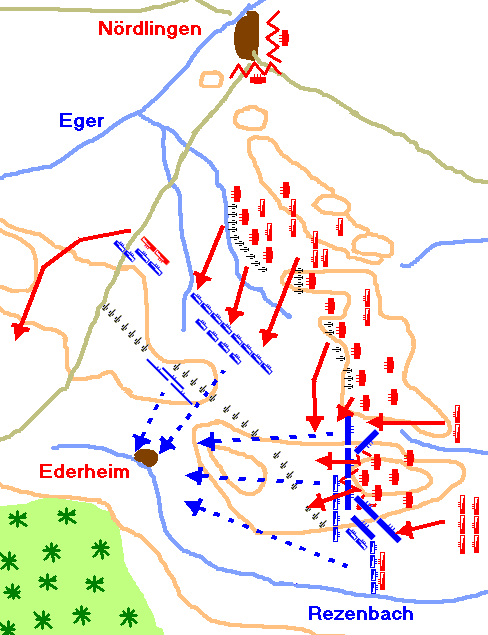
Fase 4: Tegenaanval Katholieken.

## Nasleep
Deze slag betekende de eerste terugval van de Zweden in de Dertigjarige Oorlog. Door deze belangrijke overwinning van de keizerlijke en de Spaanse troepen, besloot Frankrijk om tussen beide te komen in het conflict. In 1635 (Vrede van Praag) mislukte een vredespoging.
Pas in 1648 kwam er met de Vrede van Westfalen een einde aan de oorlog.